# Осада Гянджи
Осада Гянджи — блокада персидскими войсками Надир-шаха города Гянджа во время турецко-персидской войны 1730—1736 годов, приведшая к сдаче города турецким гарнизоном, отчаявшимся сопротивляться после получения вести о поражении турецкой армии в битве при Егварде.

## Осада
Разгромив турецкую армию и рассыпая свою армию по горам Аварестана, Надир-шах двигался на запад и прибыл к воротам Гянджи 3 ноября, намереваясь осадить город. Османский гарнизон из 14 000 солдат укрылся в цитадели, где ожидал персидскую атаку. Надир приказал развернуть несколько пушек на крыше мечети, но артиллерийская батарея была выведена из строя османскими пушками прежде, чем смогла начать бомбардировку цитадели.
После этого персидский командующий направил к стенам цитадели саперов, чтобы вырыть подкоп, но турки получили своевременные отчеты разведки. Турки начали рыть встречный тоннель и вступили в рукопашный бой под землей. Персам удалось заложить взрывчатку и взорвать шесть зарядов, убив 700 османских защитников, но так и не удалось разрушить стены цитадели. Персы также потеряли от 30 до 40 бойцов.
Сам Надир, ради поддержания боевого духа своих солдат, находился близко к линии боя. Во время артиллерийской дуэли пушечное ядро попало в голову одного из его телохранителей и лицо Надира забрызгало кровью.

## Конец осады
Надир-шах стал получать отчеты разведчиков о выходе турецких войск Кёпрюлю-паши из Карса с целью выманивания персидской армии для сражения. Надир был рад возможности покинуть Гянджу и отбыл во главе основной армии в поисках турецких войск, оставив контингент для поддержания осады. Обойдя Тифлис и Ереван, Надир двинулся на запад. В битве при Егварде 15 000 персов разбили 80 000 турецких солдат. Получив весть об этой битве, гарнизон Гянджи, лишившись надежды на освобождение, капитулировал 9 июля 1735 года.